# Стальское
Ста́льское (Ста́льск) (кум. Гёк-Тёбе) — село в Кизилюртовском районе Дагестана. Административный центр муниципального образования «Сельсовет „Стальский“».

## Географическое положение
Расположено между ж/д веткой Ростов-на-Дону—Баку и автомобильной федеральной трассой «Кавказ». Граничит на востоке с селом Кульзеб, на севере c селом Шушановка, на западе с селом Комсомольское.

## История
Первыми жителями села были немцы-колонисты. Они основали хутор недалеко от станции Пельтиевск (ныне село Кульзеб), который впоследствии получил название «Тельман». В 30—40 годы в Дагестане проводилась политика по переселению горцев на равнину. На противоположной стороне от колонии по современной трассе «Кавказ» в предгорье был основан посёлок Самуркент (назван в честь первого секретаря Дагестанского обкома ВКП(б) — Н.Самурского). Просуществовал он недолго, вскоре всех его жителей переселяют в Тельман. Колония получает новое название и статус — пгт Самуркент. В это время основным населением поселка становятся лезгины, русские и немцы. В 1937 году Самурский был арестован и расстрелян. Посёлок вновь меняет название и получает современное название Стальское (в честь лезгинского народного поэта Сулеймана Стальского). По секретному постановлению ГКО № 827сс «О переселении немцев из Дагестанской и Чечено-Ингушской АССР» от 22 октября 1941 года все жители поселка немецкой национальности были высланы за пределы Дагестана.. Среди кумыков селение известно по именем Гёк-Тёбе — «Синий холм».
В начале 1970-х годов в Стальское из горных сел ДАССР и Грузии переселены гунзибцы. 

## Население
| 1926 | 1939 | 1970  | 1989  | 2002  | 2010  | 2021  |
| ---- | ---- | ----- | ----- | ----- | ----- | ----- |
| 254  | ↗261 | ↗1269 | ↗2815 | ↗6104 | ↘5729 | ↗6252 |

Национальный состав
По переписи 2002 года население села составляет 6104 человека, из которых:
- аварцы — 5155 чел (84,45 %),
- кумыки — 666 чел (10,9 %),
- лакцы — 147 чел (2,4 %),
- лезгины — 62 чел. (1,0 %),
- даргинцы — 30 чел (0,5 %),
- прочие — 44 чел (0,7 %)[11].
- всего — 6104 чел (100 %).

По переписи 2010 года население села составляет 5729 человек, из которых:
- аварцы — 4823 чел (84,19 %),
- кумыки — 590 чел (10,30 %),
- лакцы — 149 чел (2,60 %),
- лезгины — 76 чел (1,33 %),
- даргинцы — 23 чел (0,44 %),
- прочие — 68 чел (1,19 %)[12].
- всего — 5729 чел (100 %).